# Die Jagd (2012)

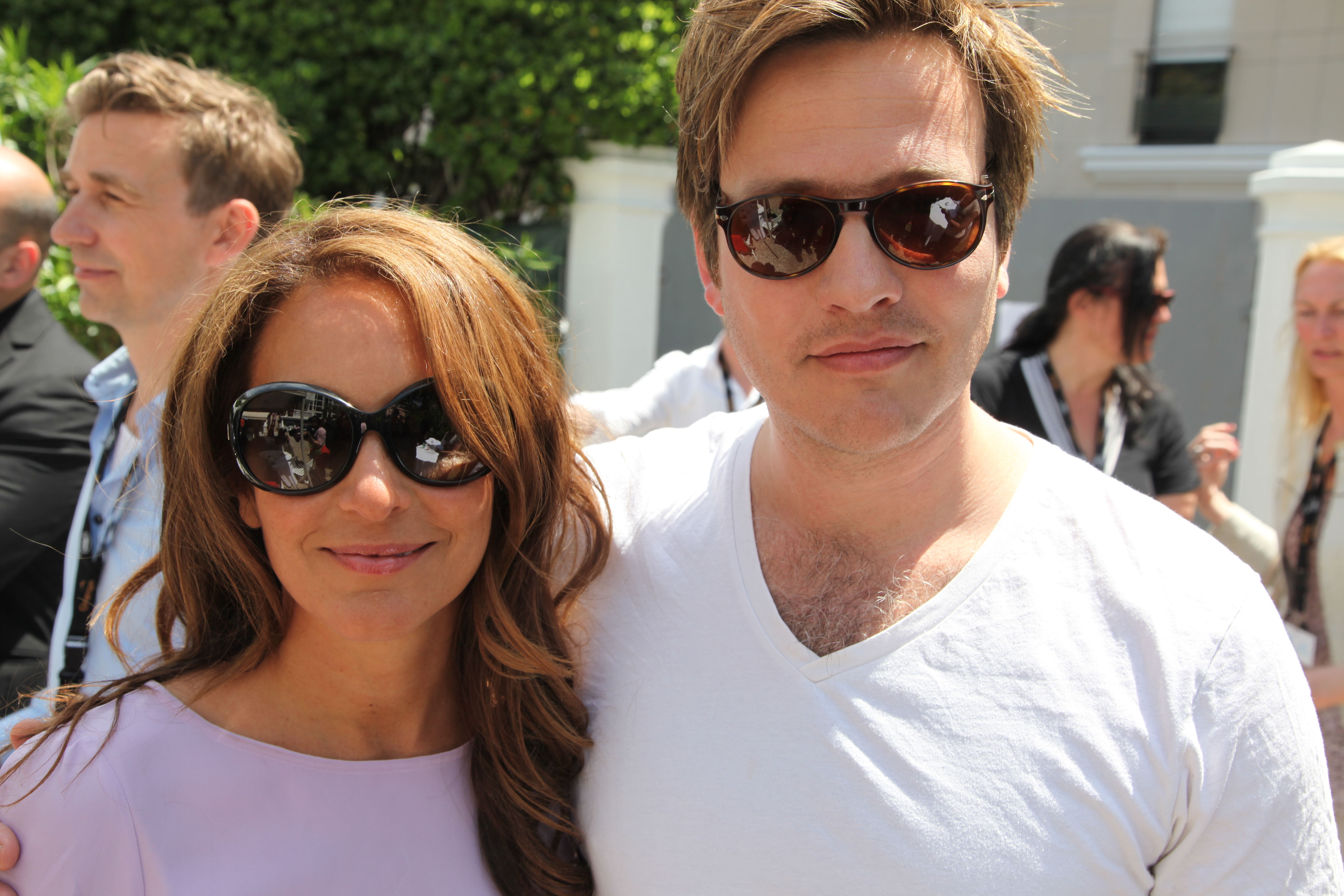
Alexandra Rapaport und Thomas Vinterberg präsentierten "Die Jagd" beim Presselunch von "Film i Väst" in Cannes. (2012)

Die Jagd (Originaltitel: Jagten; internationaler Festivaltitel: The Hunt) ist ein dänisch-schwedischer Spielfilm von Thomas Vinterberg aus dem Jahr 2012. Er handelt von einem Mann, der des sexuellen Übergriffs auf ein Mädchen beschuldigt wird und deshalb einer Hexenjagd ausgesetzt wird.

## Handlung
Lucas, seit kurzem geschieden, ist Erzieher in seinem dänischen Heimatdorf. Er betreut Kinder, deren Eltern er zum Teil aus dem Jagdverein oder noch aus seiner Jugend kennt. Seine wichtigste Sorge ist sein Verhältnis zu seinem vierzehnjährigen Sohn Marcus, der bei seiner Mutter lebt, die seit der Scheidung jeden Kontakt mit Lucas meidet. Im Kindergarten, wo er eine Beziehung mit der Köchin Nadja beginnt, kümmert er sich besonders um die fünfjährige Klara, die Tochter seines besten Freundes Theo. In dessen Ehe gibt es zu Klaras Leidwesen öfter Streit und Terminprobleme. Da Klara Lucas anhimmelt, gibt sie ihm eines Tages einen Kuss auf den Mund und schenkt ihm ein selbstgebasteltes Herz. Lucas wirkt dem entgegen und weist Klara freundlich, aber deutlich zurück. Dem Mädchen ist die Enttäuschung deutlich anzumerken, dennoch bestreitet sie vehement, dass das Geschenk von ihr sei. Als Klara – noch immer sichtlich enttäuscht – die Kindergartenleiterin Grethe sieht, sagt sie ihr spontan, dass sie Lucas hasse. Wohl in Erinnerung an ein pornographisches Bild, das ihr ein Freund ihres älteren Bruders einige Tage vorher aus Spaß gezeigt hat, sagt Klara unter anderem, dass Lucas „so einen Pimmel“ habe. Sie fügt auf Grethes Nachfrage an, dass dieser bei Lucas „in die Luft“ zeige und „nach oben“ stehe, „so wie ein Schwanz“.
Die Kindergartenleiterin ist verunsichert und erklärt Lucas, dass ein Kind behauptet, ihn nicht leiden zu können und sein „Geschlechtsteil“ gesehen zu haben. Lucas ist konsterniert und fragt, um welches Kind es sich handele, was sie ihm aber nicht sagt. Grethe, noch immer unsicher, nimmt die Hilfe eines befreundeten Pädagogen in Anspruch. Bei der Befragung durch ihn äußert sich Klara kaum und will nach draußen zu den anderen Kindern, nickt aber unter anderem auf die suggestiv gestellte Frage, ob Lucas ihr im Kindergarten „seinen Penis gezeigt“ habe. Grethe scheint sich Lucas’ Schuld nun ziemlich sicher und schickt ihn nach Hause. Sie informiert Klaras Eltern über die Vermutungen, ohne jedoch auf Details einzugehen. Auf dem unmittelbar folgenden Elternabend macht Grethe dort öffentlich, dass sich im dortigen Kindergarten „äußerst wahrscheinlich […] ein Erwachsener […] an einem der Kinder vergriffen“ habe und auch mehrere solcher Fälle möglich seien. Sie bittet die Eltern, bei ihren Kindern auf mögliche Symptome eines etwaigen Kindesmissbrauchs zu achten, beispielsweise auf Kopfschmerzen, Bettnässen und Albträume. Außerdem informiert sie Lucas’ Ex-Frau, die daraufhin dem gemeinsamen Sohn Marcus jeden Kontakt mit seinem Vater verbietet.
Marcus, der ohnehin lieber zu Lucas ziehen würde, hält sich nicht daran und ruft ihn an. Lucas ist fassungslos, dass Grethe seine Ex-Frau informiert hat, geht zum Kindergarten und will sie zur Rede stellen. Dort haben sich inzwischen einige Eltern gemeldet, die „Hinweise“ bei ihren Kindern gefunden haben wollen. Die entsetzte Grethe flüchtet vor dem hereinstürmenden Lucas. Immerhin erfährt Lucas nun, dass Klara das besagte Kind ist, und macht sich sofort auf den Weg zu Theo und dessen Frau, die jedoch ihrer Tochter glauben. Als Theo schließlich handgreiflich wird, flüchtet Lucas aus ihrem Haus. Inzwischen erklärt das versammelte Kindergartenpersonal Lucas’ Freundin Nadja, dass sie alle keine ernstlichen Zweifel mehr an Lucas’ Tat hätten. Als Lucas bei sich zuhause auf die mittlerweile dort wartende Nadja trifft, kann diese ihre aufkeimende Unsicherheit nicht verbergen, woraufhin Lucas sie aus der Wohnung wirft. Kurze Zeit später steht Marcus vor der Tür. Er hält weiter fest zu seinem Vater, der jedoch bald darauf vor seinen Augen von der Polizei vorläufig festgenommen wird.
Marcus besucht Klaras Eltern, die von anderen Eltern Besuch haben. Zunächst wird vernünftig miteinander geredet, doch als Marcus Klara sieht, sie der Lüge bezichtigt und ihr ins Gesicht spuckt, jagen die aufgebrachten Erwachsenen ihn aus dem Haus. Marcus und einer der Väter schlagen sich, bis Theo dazwischen geht. Marcus, der nicht mehr in die Wohnung seines Vaters kommt, erhält Unterschlupf bei seinem Patenonkel. Dort trifft am nächsten Morgen die Nachricht über das Urteil des Untersuchungsrichters ein: Gegen Lucas wird kein Strafverfahren eingeleitet. Klara hat vor dem Richter anscheinend keine belastenden Aussagen gemacht, und die Angaben der anderen befragten Kinder haben sich als nachweislich falsch herausgestellt, denn diese haben allesamt Lucas’ angeblichen Keller detailliert beschrieben, der jedoch überhaupt nicht existiert.
Doch im Dorf glaubt man weiterhin, dass die Aussagen der Kinder einen wahren Kern haben und Lucas sich an ihnen vergriffen haben muss. Er wird angefeindet, teilweise tätlich angegangen und erhält im örtlichen Supermarkt Hausverbot. Obwohl er immer verzweifelter wird und nur noch seine engste Verwandtschaft zu ihm hält, bleibt er im Dorf wohnen, auch nachdem ihn beinahe ein durch sein Küchenfenster geworfener schwerer Feldstein getroffen hat und er seinen zu Tode strangulierten Hund in einem Plastiksack vor der Tür auffindet. Als er im Supermarkt von den Angestellten nicht bedient, hinausgeworfen und dabei erheblich verletzt wird, regt sich Trotz in ihm. Kaum in der Lage, sich zu bewegen, rafft er sich vom Boden auf, betritt den Supermarkt erneut, bricht einem der ihm gegenüber gewalttätig gewordenen Angestellten die Nase und bringt seinen Einkauf zu Ende. Noch immer schwer gezeichnet, besucht er demonstrativ an Heiligabend die Weihnachtsmesse. Mehrmals sucht er in der Kirche Blickkontakt mit Theo. Dieser scheint sich Lucas’ Schuld nicht mehr sicher. Als der Kindergartenchor inklusive Klara zu singen beginnt, verliert Lucas die Fassung, greift Theo an und fordert ihn auf, ihm in die Augen zu sehen: Dort werde er nichts sehen, denn er habe nichts getan. Theo wirkt daraufhin nur noch sicherer, was seine Vermutung betrifft.
Am Abend hört Theo seine Tochter im Halbschlaf von Lucas reden. Als sie erwacht, sprechen sie miteinander und erneut sagt sie, sie habe damals „was Dummes“ erzählt und Lucas habe „gar nichts gemacht“. Theo sucht Lucas daraufhin auf der Stelle auf und bringt ihm etwas zu essen, und es kommt zu einem stillen Einvernehmen zwischen den beiden Freunden.
Im nächsten Herbst, als Marcus feierlich in den Jagdverein des Dorfes aufgenommen wird, scheint wieder alles beim Alten zu sein. Der stolze Vater Lucas bleibt zwar noch recht still, aber die anderen agieren ihm gegenüber sehr offen, und er wird wieder allgemein akzeptiert. Bei der anschließenden Jagd, bei der Lucas allein durch den Wald pirscht, wird plötzlich ein Schuss in Richtung des Wilds abgefeuert, der in seiner Nähe einschlägt. Lucas duckt sich. Als er aufblickt, sieht er den im Gegenlicht nicht identifizierbaren Schützen in seine Richtung zielen, der jedoch verschwindet, ohne einen weiteren Schuss abzufeuern.

## Auszeichnungen
- Bei der Uraufführung von Die Jagd 2012 auf dem Filmfestival von Cannes wurde Mads Mikkelsen in der Kategorie Bester Darsteller ausgezeichnet. Ferner erhielt der Film dort den Preis der Ökumenischen Jury.
- Bei der Verleihung des Europäischen Filmpreises 2012 erhielt der Film fünf Nominierungen (Bester Film, Beste Regie, Darsteller – Mads Mikkelsen, Drehbuch, Schnitt). Doch nur die Drehbuchautoren Tobias Lindholm und Vinterberg wurden ausgezeichnet.
- Die Jagd gewann 2013 den Filmpreis des Nordischen Rates.[2]
- Der Film war 2014 für den Golden Globe in der Kategorie Bester fremdsprachiger Film nominiert.
- Die Jagd war 2014 auch für den Oscar in der Kategorie Bester fremdsprachiger Film nominiert.

## Kritiken
Im Lexikon des internationalen Films wird der Film als „Kinotipp der katholischen Filmkritik“ empfohlen und als „sehenswert ab 14“ Jahren beurteilt. Er sei „bemerkenswert eindeutig in seiner Haltung“ und seine Inszenierung verdichte sich „zusehends zu einer moralischen Parabel, ohne dabei die gesellschaftlichen Mechanismen aus den Augen zu verlieren“.
In der Süddeutschen lobte Paul Katzenberger den Film als ein „Meisterwerk“, das von „großartigen darstellerischen Leistungen“ getragen werde.